# 佐々木良法
佐々木 良法（ささき りょうほう）は、浄土宗の僧侶、浄土宗南米開教区総監である。ブラジル サンパウロ市
出身。

## 人物
前浄土宗南米開教区総監、佐々木陽明の長男。サンパウロ市生まれの日系ブラジル人2世。サンパウロ州立大学文学部
を卒業後、米国のマサチューセッツ大学教育学部大学院で学び、1993年12月に浄土宗の僧籍を登録、度蝶を得た。その後、佛教大学仏教学科専攻科を終え、同大学院修士課程を修了。1997年にマリンガ日伯寺主任となり、2016年9月には南米浄土宗教団の理事長に就任し、2017年1月にブラジル仏教連合会の理事となった。2016年5月1日に浄土宗南米開教区総監に就任。